# Vitez
Vitez [vitɛz] ist eine Stadt sowie eine Verbandsgemeinde im Kanton Zentralbosnien in Bosnien und Herzegowina. Vitez liegt im Tal der Lašva, rund 60 Kilometer nordwestlich von Sarajevo und hat etwa 27.000 Einwohner.

## Geografie
Vitez befindet sich im Zentralgebiet des Flusses Lašva, der sich vom südöstlich gelegenen Gebirge Vlašić bis nach Busovača erstreckt. Diese Senke formte sich auf 340–700 m Meereshöhe. Von der Lašva-Schlucht vor dem Kaonik-Gebirge ausgehend, ist die Lašva-Ebene etwa 17 km lang, während die Breite etwa 3 km beträgt. Vitez ist 78 km von Sarajevo, der Hauptstadt von Bosnien und Herzegowina, 12 km von Zenica und 10 km von Travnik entfernt.

## Klima
Das Klima ist weitgehend kontinental. Die Temperatur erreicht im Winter bis zu −28 °C, im Sommer bis zu +47 °C.

## Stadtgliederung
Die Gemeinde besteht neben dem Hauptort Vitez aus folgenden 33 weiteren Ortsteilen/Siedlungen:
Ahmići, Bila, Brdo, Bukve, Divjak, Donja Večeriska, Dubravica, Gaćice, Gornja Večeriska, Jardol, Kratine, Krčevine, Krtine, Kruščica, Lupac, Ljubić, Mali Mošunj, Nadioci, Pirići, Počulica, Preočica, Prnjavor, Putkovići, Rijeka, Sadovače, Sivrino Selo, Šantići, Tolovići, Veliki Mošunj, Vraniska, Vrhovine, Zabilje, Zaselje

## Bevölkerung
Im Zuge der letzten Volkszählung 2013 setzte sich die Bevölkerung der Gemeinde wie folgt zusammen:
- Insgesamt 25..836
  - Kroaten 14.350 (55,5 %)
  - Bosniaken 10.513 (40,7 %)
  - Serben 333 (1,3 %)
  - Andere 640 (2,5 %)

In der eigentlichen Stadt Vitez setzte sich die Bevölkerung 2013 wie folgt zusammen:
- Insgesamt 6.329
  - Kroaten 3.912 (61,8 %)
  - Bosniaken 2.096 (33,1 %)
  - Serben 201 (3,2 %)
  - Andere 120 (1,9 %)

Bei den in den Jahren 1971, 1981 und 1991 durchgeführten Volkszählungen setzte sich die Bevölkerung der Gemeinde wie folgt zusammen:
1991:
- Insgesamt: 27.859
  - Kroaten – 12.675 (45,49 %)
  - Muslime (als Nationalität) – 11.514 (41,32 %)
  - Serben – 1.501 (5,38 %)
  - andere Volksgruppen aus der SFRJ – 1.377 (4,94 %)
  - Sonstige – 792 (2,87 %)

1981:
- Insgesamt: 24.166
  - Kroaten – 11.131 (46,06 %)
  - Muslime – 9.911 (41,01 %)
  - Serben – 1.439 (5,95 %)
  - andere Volksgruppen aus der SFRJ – 1.229 (5,08 %)
  - Sonstige – 456 (1,90 %)

1971:
- Insgesamt: 20.628
  - Kroaten – 10.196 (49,42 %)
  - Muslime – 8.527 (41,33 %)
  - Serben – 1.502 (7,28 %)
  - andere Volksgruppen aus der SFRJ – 178 (0,86 %)
  - Sonstige – 225 (1,11 %)

## Geschichte

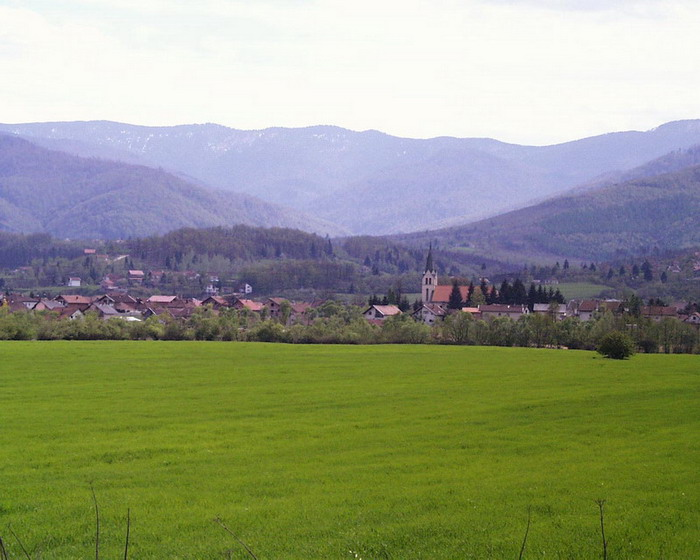
Blick auf Vitez von Süden

Erste Anzeichen menschlichen Lebens stammen jedoch bereits aus der frühen Steinzeit (Neolithikum). Erste Siedlungen aus dieser Zeitperiode wurden der Budimirkultur zugeordnet, während archäologische Funde aus dem Bronzezeitalter gefunden wurden.
Mit der Eroberung der Illyrer und somit auch des Lašvagebietes durch die Römer beginnt der über mehrere Jahrhunderte lang andauernde Einfluss der römischen Kultur und Zivilisation. Aus dieser Zeit findet man erste geschichtliche Erwähnungen. Die archäologischen Funde zeugen von einer hohen Bevölkerungsdichte, wodurch man erste Dörfer in diesem Gebiet vermuten kann. Auf dem Gebiet des Vitezer Vorortes Mošunj und des Städtchens Crkvica (heute Kalvarija) zeugen viele archäologische Funde von der früheren Präsenz der Römer. Dort befand sich die römische Siedlung Bistue Novae, die ein bedeutender Handelsstützpunkt war. Sie war durch eine der bekanntesten Handelsrouten der Region (die entlang des Flusses Prale führte), mit weiter entfernten Gebieten der römischen Provinz verbunden. Außer in Mosunj fand man auch antike Gegenstände in den Siedlungen Golubovica, Preočica, Grbavica, Krčevine, Orlac, Podcrkavlje, Stara Bila, Rijeka und Han Kompanija. Auch gibt es Funde von Grundmauern antiker Thermen und Theater in diesen Gebieten.
In der Zeit der Völkerwanderung (4. bis 7. Jahrhundert) siedelten sich Slawen an, die in den nächsten Jahrhunderten ihre ersten staatlichen Gemeinschaften bildeten. In schriftlich überlieferten Erzählungen wird die Diözese Lašva als im Besitz des Grafen Matej Ninoslav 1232–1250 erwähnt. In der Zeit 1302–1389 wurde Vitez mit seinem heutigen Namen im Verzeichnis der selbstständigen bosnischen Vikarien, die sich in sieben Bezirke gliedert, schriftlich festgehalten.
In seiner Charta vom 12. März 1380 schenkte König Tvrtko I. seinem Herzog Hrvoje Vukčić Hrvatinić die Hrvatinica – den Titel des Markgrafen – und dazu noch drei Ortschaften der Diözese Lašva: Trebuša, Lupnica und Bila. Im Jahr 1463 fiel der mittelalterliche bosnische Staat an die Osmanen. Der osmanische Wegeschreiber Evliya Çelebi erwähnte Vitez lediglich kurz. In der ersten Hälfte des 18. Jahrhunderts entwickelte sich in der Region eine erste Poststrecke zwischen Travnik und Carigrad. Vitez diente als Umschlagplatz für schnelle Postpferde und als Telegrammannahmestelle. Nach der Beschreibung des österreich-ungarischen Markgrafen Božić aus dem Jahre 1785 soll Vitez damals aus insgesamt 18 Häusern bestanden haben. Am Anfang des 19. Jahrhunderts wird Vitez von dem kroatischen Franziskaner und Schriftsteller, Ivan Franjo Jukić als ein Dorf mittlerer Größe bezeichnet.

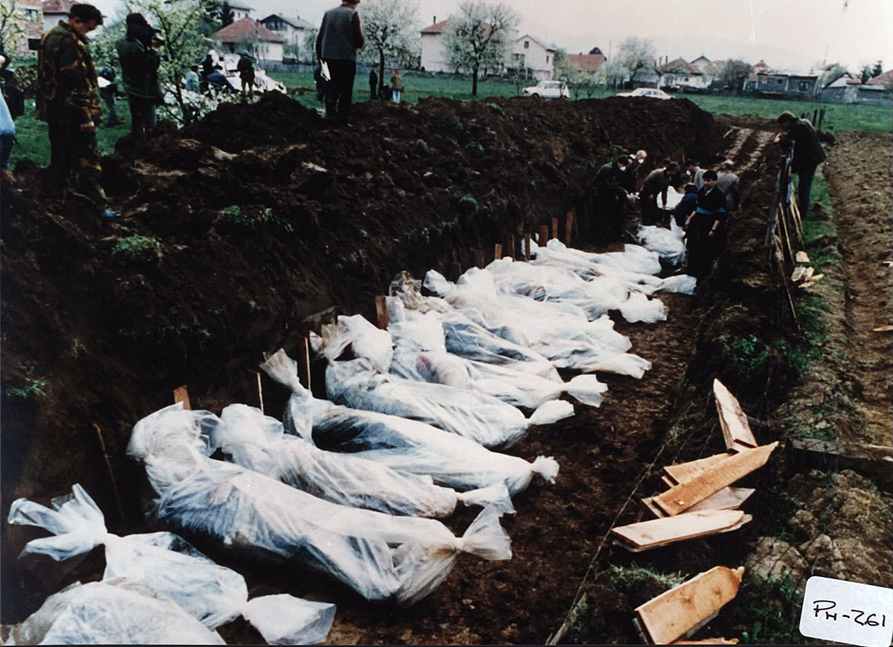
Opfer eines Massakers bei Vitez (April 1993)

Nach der jahrhundertelangen osmanischen Herrschaft wurde Vitez, wie auch das restliche bosnisch-herzegowinische Gebiet, 1878 durch Österreich-Ungarn besetzt und 1908 schließlich annektiert. Nach dem Ende des Ersten Weltkrieges wurde Vitez Teil des SHS-Staates, dem späteren Königreich Jugoslawien. In der Zeit des Zweiten Weltkrieges 1941–1945 entstand durch die damaligen Kriegsgesetze des faschistischen „Unabhängigen Staates Kroatien“ der Kreis Vitez. In diesen Jahren betrieben die Ustaša wenige Kilometer südlich von Vitez das KZ Kruščica.
Mit dem Ende des Zweiten Weltkrieges wurde die Kreisstadt Vitez in mehrere Bezirke aufgeteilt. Seit 1953 ist Vitez eine eigenständige Gemeinde. Die Gebiete des benachbarten Ortes Nova Bila spalteten sich nach kurzer Zeit von Vitez ab und gehörten fortan zur Gemeinde Travnik.
Während des Bosnienkrieges war die Region um Vitez Schauplatz kriegerischer Auseinandersetzungen zwischen Kroaten und Bosniaken. Obwohl in Vitez UNPROFOR-Truppen stationiert waren, kam es so im April 1993 in zwei zur Gemeinde gehörenden Dörfern zum Massaker von Ahmići und Massaker von Krizančevo Selo, bei dem etwa 120 bosniakische und etwa 150 kroatische Zivilisten ermordet wurden.

## Legende um den Namen
„Vita est!“ sollen die ersten römischen Reisenden (beeindruckt von der Schönheit des Gebietes) laut einer Überlieferung gesagt haben, als sie die Ortschaft erblickten. Dieser Ausruf soll sich beim Plebs (= das einfache Volk) in Vitez umgewandelt haben. Dies ist jedoch nur eine von vielen Mythen, die sich um den Namen gebildet haben. Nach einer anderen Legende soll der Name Vitez an einen Ritter gebunden sein, der dort in der Feudalzeit lebte. Eine weitere Legende besagt, dass der Despot Vuk Branković die Schwester des muslimischen Fürsten Alija Đerzelez entführte. Der Fürst holte Branković jedoch im Lašva-Tal ein und die beiden kämpften gegeneinander. Der Gewinner des Kampfes soll den Namen der Stadt bestimmt haben.

## Wirtschaft

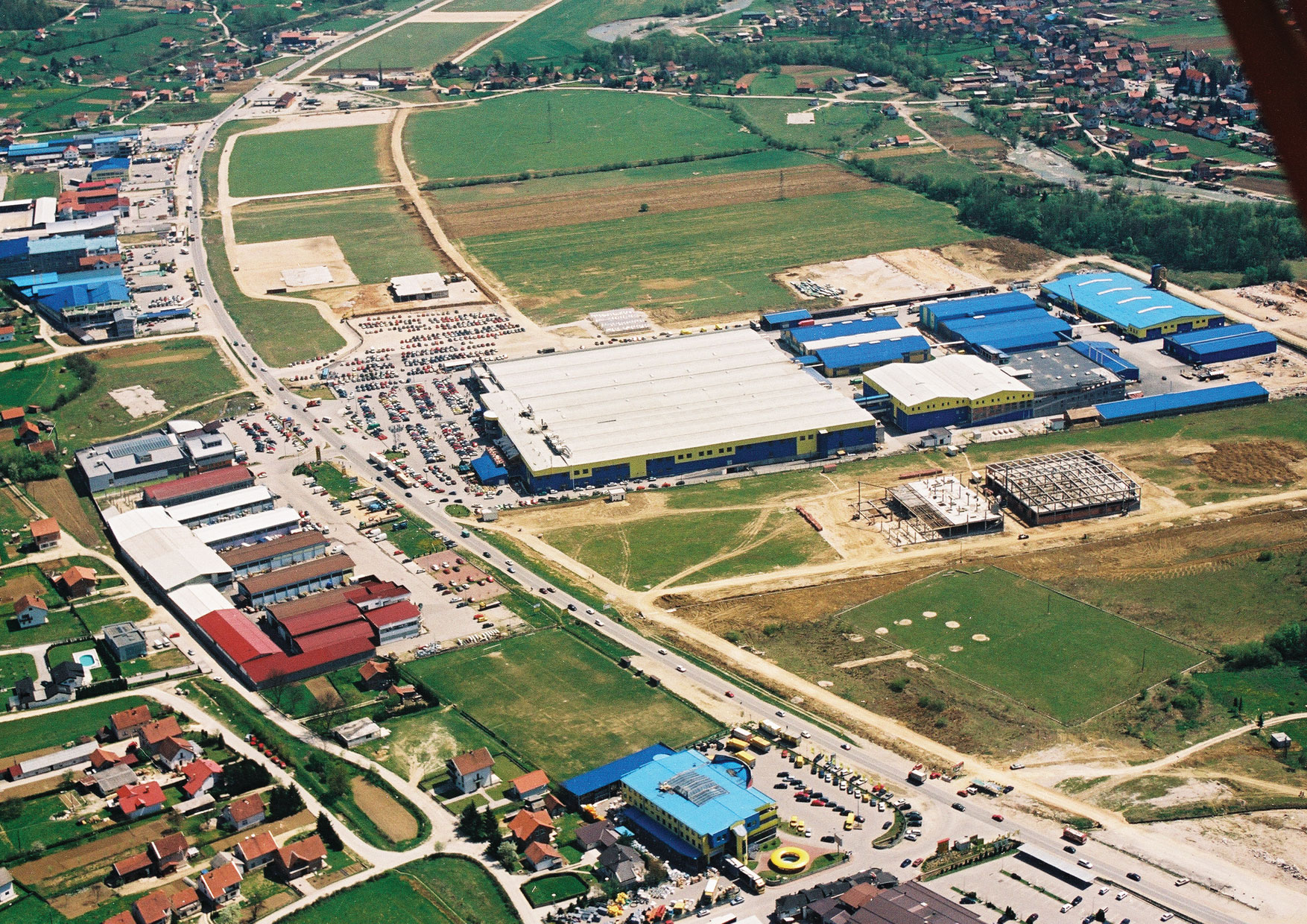
Das Gewerbegebiet PC 96

In den 1990er-Jahren entstand im Ortsteil Jardol ein großflächiges Gewerbegebiet mit der Bezeichnung PC 96, in dem neben dem Großmarkt FIS verschiedene mittelständische Firmen angesiedelt sind.

## Verkehr
Vitez hatte seit 1893 einen Bahnhof an der Bahnstrecke Lašva–Donji Vakuf–Jajce/Bugojno. Die Bahn mit Bosnischer Spurweite von 760 mm verkehrte auf einzelnen Abschnitten mit Zahnradantrieb. Die Schmalspurzüge oder deren Lokomotiven wurden im jugoslawischen Volksmund liebevoll „Ćiro“ genannt. 1975 wurde der Betrieb der Schmalspurbahn eingestellt und die Gleise abgebaut.

## Söhne und Töchter der Stadt
- Davor Badrov (* 1992), bosnischer Turbofolksänger; aufgewachsen in Vitez
- Valentin Plavčić (* 1972), Fußballspieler und -trainer
- Sulejman Topoljak (* 1963), Hochschullehrer